# Escuraflascons de Wilson
L'escuraflascons de Wilson (Phalaropus tricolor) és una espècie d'ocell de la família dels escolopàcids (Scolopacidae) sovint considerat l'única espècie del gènere Steganopus. A l'estiu habita pantans i praderies humides del sud-oest del Canadà i el quadrant nord-oest dels Estats Units i zona dels Grans Llacs. A l'hivern habita llacs i aiguamolls de l'oest i sud de Sud-amèrica.